# HanCinema
A HanCinema független dél-koreai filmadatbázis, amelyet Cédric Collemine hozott létre 2003 nyarán Koreában. Koreai filmekkel, doramákkal, színészekkel és más, a témával kapcsolatos információkat nyújt. A nem dél-koreai közönségnek szól.

## Fordítás
- Ez a szócikk részben vagy egészben  a   HanCinema című angol Wikipédia-szócikk ezen változatának fordításán alapul.  Az eredeti cikk szerkesztőit annak laptörténete sorolja fel. Ez a jelzés csupán a megfogalmazás eredetét és a szerzői jogokat jelzi, nem szolgál a cikkben szereplő információk forrásmegjelöléseként.